# Andrija Maurović
Andrija Maurović est un dessinateur de bandes dessinées croate né à Kotor le 29 mars 1901, et décédé le 2 septembre 1981.
Il est considéré comme le père de la bande dessinée yougoslave.

## Biographie
Il interrompt ses études à l'Académie d'art de Zagreb en 1923 pour devenir illustrateur indépendant. Il réalise notamment des caricatures dans le magazine satirique Koprive.
En 1935, il publie sa première bande dessinée, Vjerenica maca (« La fiancée de l'épée »), dans la revue Oko.
Jusqu'à son départ à la retraite en 1968, il réalise plus de cent cinquante histoires, dont Stari Macak (« Le vieux chat »), un western créé en 1937, puis Podzemma carica (« L'impératrice du monde souterrain ») et Ljubavnica s Marsa (« La maîtresse venue de Mars »), deux récits de science-fiction. Il adapte plusieurs ouvrages de Jack London, Henryk Sienkiewicz et H. G. Wells, et réalise également de nombreux récits historiques.

## Publication en français
- Capes et poignards, collection pilote no 59, éd. Dargaud, 1983